# Jakob Friedrich Schmid
Pour les articles homonymes, voir Jakob Schmid.
Jakob Friedrich Schmid, né en 1807 à Augsbourg et mort en 1853 dans la même ville, est un banquier allemand.

## Biographie
Il suit une formation en commerce à la banque Erzberger & Schmid à Augsbourg, dont le père avait été l'un des cofondateurs.